# 火山角礫岩

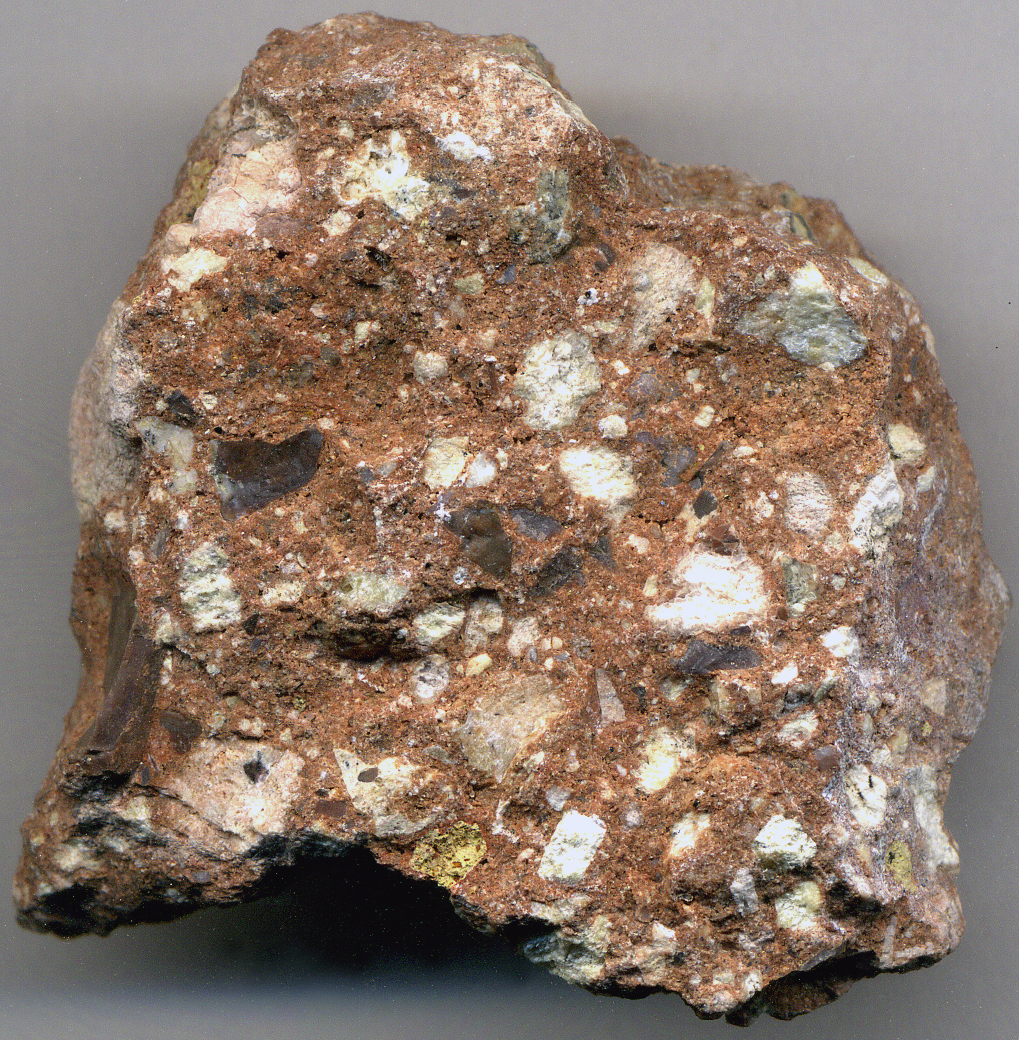
火山角礫岩

火山角礫岩（かざんかくれきがん、英:volcanic breccia）は、粗粒の火山岩の破片の間を、少量の細粒の火山岩片や火山灰が埋めている岩石のこと。粒子の径は64㎜以上で、粒子は特定の外形や内部構造を持たない。
火山角礫岩のできかたは主に3つ。
- 水中に流出した高温の溶岩が水と接して急冷破壊し、角礫の集合体となったもの（水中自破砕溶岩）。
- 溶岩などの火山噴出物が水に運ばれて、二次的に水中で堆積したもの。
- 陸上火山体で火口の近くに噴出し堆積したもの。